# Eddie Casiano
Pour les articles homonymes, voir Casiano.
Eddie Casiano, né le 20 septembre 1972 à New York, aux États-Unis, est un joueur portoricain de basket-ball, évoluant au poste de meneur, devenu entraîneur.

## Carrière

### Palmarès
- Finaliste du Championnat des Amériques de basket-ball 1993, 1997
- 3e du Championnat des Amériques de basket-ball 2003